# Nálety na Ústí nad Labem

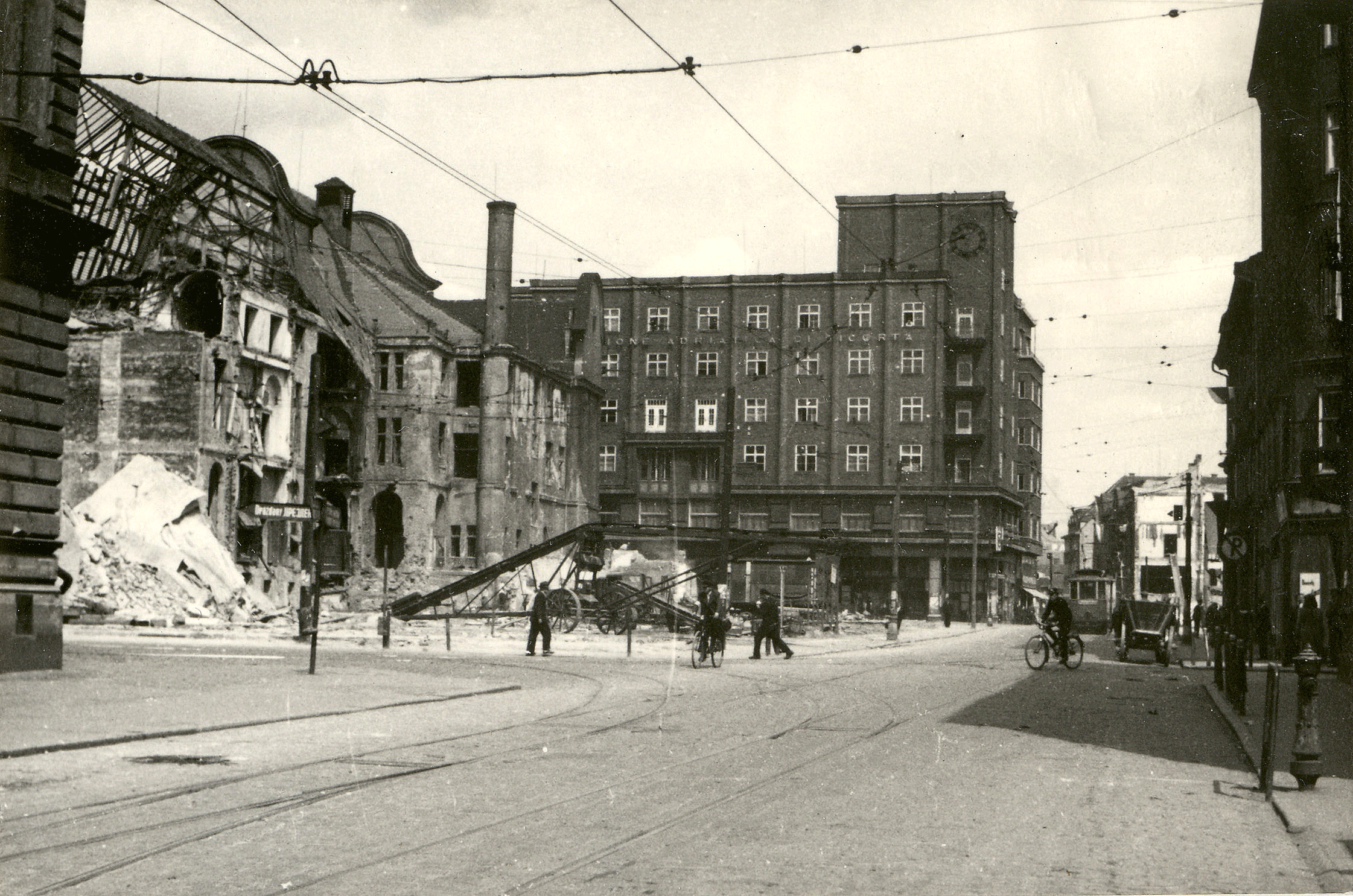
Poničené město po náletu v roce 1945.

Nálety na Ústí nad Labem proběhly v prosinci 1944 a v dubnu 1945. Jednalo se celkem o pět náletů včetně hloubkových bombardování.

## Předchozí nálety

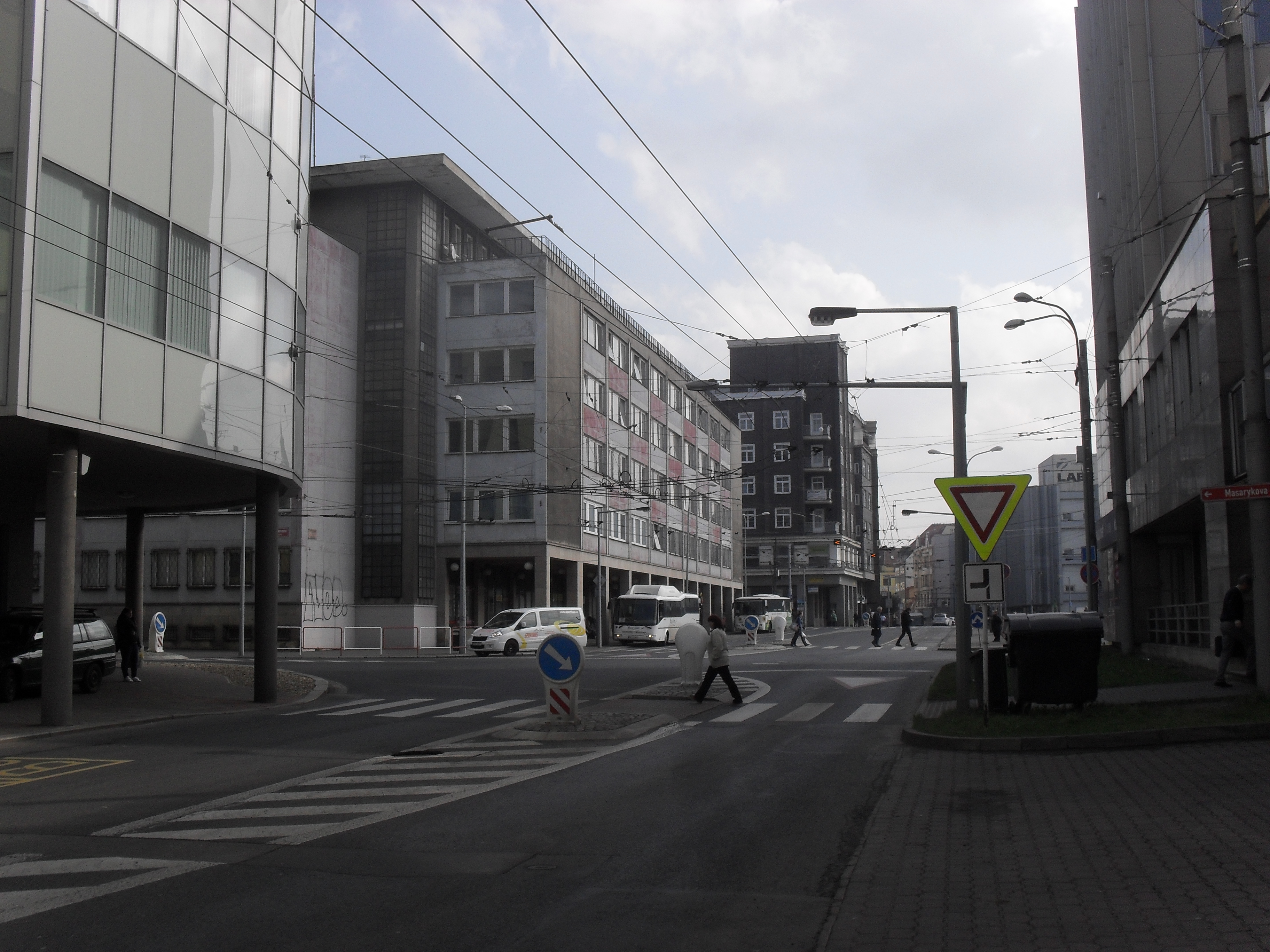
Stejné místo v březnu roku 2014.

Ústí nad Labem za války zažilo až do roku 1945 jen jediný nálet, v sobotu 16. prosince 1944. Bomby dopadly většinou přesně. Odbojáři Bohumila Bachury totiž už ve čtyřicátém prvním roce zpracovali plán města se zakreslením důležitých objektů. O život přišlo 21 lidí. Nepoškozený železniční uzel však dál sloužil Wehrmachtu k přepravě na přibližující se východní frontu a v továrnách fungovala naplno zbrojní výroba.

## Nálety z dubna 1945
17. dubna 1945 okolo druhé hodiny odpoledne od jihu přilétly bombardovací svazy 15. americké letecké armády, aby provedly nálet, který trval 17 minut. Den poté v 10 hodin dopoledne kroužila nad Ústím hloubková letadla. Fotografovala účinky prvního náletu.
Další nálet, ve čtvrtek 19. dubna, byl ještě ničivější. Po desáté hodině dopoledne, během 25 minut, zaútočilo na město v osmi vlnách 54 letadel. Během akce přišla 490. bombardovací skupina o čtyři stroje, jejichž posádky byly většinou zavražděny.

## Následky
Nálet srovnal pětinu městského centra se zemí. Čtvrť Ostrov pod vrchem Větruše zmizela úplně. S ní vzaly za své první most, řada továren, úřadů, obchodů a restaurací, radnice, knihovna, dvě kina, tři školy, nádraží, pošta a jiné významné budovy. Nálety zlikvidovaly 572 domů s 2754 byty. Poškodily dalších 916 domů. Vážně zasáhly oba historické kostely. Památkou na bombardování je nakloněná věž kostela Nanebevzetí Panny Marie. Vertikální vychýlení v její špici představuje 2,07 m. Ústí se tím stalo vedle Plzně a Ostravy nejvíce válkou poškozeným městem v Československu.
Nálet si vyžádal velký počet lidských obětí. Hlavně mezi civilním obyvatelstvem a válečnými zajatci, jimž nacisté bránili ukrývat se v protileteckých krytech. Srovnáním údajů od dubna 1945 do dubna 1946, kdy se z trosek konečně podařilo vyprostit poslední mrtvé, bylo úřady zjištěno 512 obětí, z nichž 409 známe jménem. Jsou mezi nimi jak místní Němci, tak ti, kteří do Ústí uprchli před frontou. Dále místní Češi i totálně nasazení čeští dělníci z Protektorátu. Dále sovětští váleční zajatci, Francouzi, Italové, Litevci, Lotyši, Slováci. Dvěma nejstaršími oběťmi byli 87letí starci, nejmladší sotva měsíční dítě. Pohřbeni byli v masovém hrobě na Ovčím vrchu, kde se tehdy nacházel Centrální hřbitov, dnes je zde úložna propylenu Spolchemie a. s. Počet mrtvých může být vyšší o ty, z nichž nezůstaly žádné pozůstatky, protože je zasáhly bomby přímo na ulici.

## Dlouhodobé důsledky
Ačkoli železniční křižovatka i s okolními železničními budovami, hlavní cíle opakovaného náletu, byly těžce poškozeny, nacistům se už za několik hodin po bombardování podařilo na nich obnovit plný železniční provoz.
O odklizovacích pracích se dochovaly přesné údaje. Provádělo je celkem 21 stavebních firem, z toho 19 místních. Na skládky odvezly 303 181 kubických metrů sutin. Do konce roku 1946 za to město zaplatilo 47 612 868,10 Kčs. Odprodejem vytěžených stavebních hmot dle výkazů získalo jen 498 186 korun.[zdroj?]

### Související článek
- Ústí nad Labem západ